# Krzysztof Szafrański
Krzysztof Szafrański (ur. 21 listopada 1972 w Prudniku) – polski kolarz szosowy, mistrz Polski w jeździe indywidualnej na czas (2002).

## Życiorys
Urodził się w Prudniku, a mieszkał w pobliskich Niemysłowicach. Uczęszczał do szkoły podstawowej w Niemysłowicach, następnie do Szkoły Podstawowej nr 3 i Zespołu Szkół Zawodowych nr 1 w Prudniku.
Pierwszym wyścigiem kolarskim, w którym wziął udział i który wygrał, były zawody dla szkół w Prudniku z okazji Dnia Dziecka. Został zawodnikiem LKS Zarzewie Prudnik (do 1990), gdzie jego trenerem był Jerzy Wiśniewski. Podczas zasadniczej służby wojskowej był zawodnikiem klubu Orzeł Łódź. Następnie był zawodnikiem Kolarskiego Klubu Sportowego „Moto” Jelcz-Laskowice (do 1995), Mat-Jelcz Laskowice (1996-1999), zawodowych grup CCC Polsat Polkowice (2000-2003) i DHL – Author (2004). Jego największymi sukcesami w karierze było mistrzostwo Polski w jeździe indywidualnej na czas (2002), wicemistrzostwo (1995) i brązowy medal (1994) w tej samej konkurencji, a także zwycięstwo w Wyścigu Szlakiem Grodów Piastowskich (2002) i Wyścigu po Ziemi Łódzkiej (2000 i 2001).
W 1999 startował w Wyścigu Pokoju, ale go nie ukończył.